# Лінн Маргуліс
Лінн Марґуліс (до шлюбу Алекзандер) (англ. Lynn Margulis (Alexander); 5 березня 1938 — 22 листопада 2011) — американська біологиня кафедри геологічних наук (Department of Geoscience) Массачусетського університету в Емгерсті.. Її найвідомішою працею стала ендосимбіотична теорія походження евкаріот та їх органел, яку вона розвинула до загальносвітового прийняття (вперше теорія була запропонована Мережковським, однак не була сприйнята світовою науковою спільнотою).

## Вшанування
На її честь у 2018 році запропоновано назвати новий тип бактерій Margulisbacteria.